# HOME (山崎まさよしのアルバム)
『HOME』（ホーム）は、山崎まさよし通算2枚目のオリジナルアルバム。1997年5月21日発売。発売元はポリドール・レコード。

## 解説
デビュー作『アレルギーの特効薬』（1996年4月1日発売）リリース後、ミニアルバム『ステレオ』を経てリリースされた作品。SMAPがのちにカヴァーした「セロリ」や、映画主題歌にもなった「One more time, One more chance」などのヒット曲が収録されている。また、ライヴでの定番曲となったナンバーも多く収録されており、その中でも「Fat Mama」はライブで披露される機会が特に多い。そのほか、「ヤサ男の夢」と「昼休み」はメドレー形式で披露されることもある。
発売当時のインタビューでは、「（詞が）内向的なものが多いかもしれない。」と語った。
CDジャケットは、ファンクラブ会員が選ぶ「好きなジャケット写真～アルバム部門」の第5位に選ばれた。 なお、2007年12月19日には、アナログ盤がボックス仕様でリリースされている。
このアルバムを発売するにあたり、本作のプロデューサーの一人で、自身が所属するオフィスオーガスタの社長、森川欣信が、アルバムタイトルを「福耳」にしようとしたところ、山崎から反対されて現在のタイトルになったという。「福耳」の名は、後にオフィスオーガスタのメンバーで構成される音楽ユニット「福耳」につながることになる。

## 収録曲
| 全作詞・作曲: 山崎将義。 |                                    |           |            |                            |      |
| #                        | タイトル                           | 作詞      | 作曲・編曲 | 編曲                       | 時間 |
| 1.                       | 「Fat Mama」                       | 山崎将義  | 山崎将義   | 萩原健太・山崎将義         | 3:32 |
| 2.                       | 「アドレナリン」                   | 山崎将義  | 山崎将義   | 萩原健太・山崎将義         | 3:45 |
| 3.                       | 「セロリ -Album Version-」         | 山崎将義  | 山崎将義   | 中村キタロー・山崎将義     | 4:13 |
| 4.                       | 「ベンジャミン」                   | 山崎将義  | 山崎将義   | 山崎将義                   | 4:38 |
| 5.                       | 「スクリーミン '97」               | 山崎将義  | 山崎将義   | 萩原健太・山崎将義         | 1:36 |
| 6.                       | 「名前のない鳥」                   | 山崎将義  | 山崎将義   | 萩原健太・山崎将義         | 3:52 |
| 7.                       | 「コペルニクスの卵」               | 山崎将義  | 山崎将義   | 萩原健太・山崎将義         | 4:40 |
| 8.                       | 「僕らの煩悩」                     | 山崎将義  | 山崎将義   | 中村キタロー・山崎将義     | 3:51 |
| 9.                       | 「昼休み」                         | 山崎将義  | 山崎将義   | 萩原健太・山崎将義         | 3:57 |
| 10.                      | 「One more time, One more chance」 | 山崎将義  | 山崎将義   | 山崎将義・森川欣信・森俊之 | 5:30 |
| 11.                      | 「ヤサ男の夢」                     | 山崎将義  | 山崎将義   | 山崎将義                   | 3:18 |
| 12.                      | 「HOME」                           | 山崎将義  | 山崎将義   | 中村キタロー・山崎将義     | 5:42 |
| 合計時間:                | 合計時間:                          | 合計時間: | 48:34      |                            |      |

### 楽曲解説
1. Fat Mama
  - ライブでの定番曲となっており、ライブバージョンがアルバム「ONE KNIGHT STANDS」 「心拍数（北海道編）」「WITH STRINGS」「Concert at SUNTORY HALL」に収録されている。
2. アドレナリン
  - 5thシングル。YTV系『どっちの料理ショー』ED曲、株式会社イシダ CMソング。
3. セロリ -Album Version-
  - 3rdシングル。フジテレビ系 『気らくに行こう』 ED曲。1997年にSMAPがカヴァーしている（SMAPのカヴァーバージョンについては「セロリ (曲)#SMAPによるカバー」参照）。
4. ベンジャミン
5. スクリーミン '97
  - オリジナルアルバムでは唯一[4]のインストゥルメンタル曲。2005年9月に横浜赤レンガ倉庫広場で行われた野外ライヴ「Augusta Camp」の際には本曲の2005年バージョンである「スクリーミン'05」が披露された。どちらにも曲名の通り、山崎の叫びが入っている。
6. 名前のない鳥
  - のちに元ちとせがカヴァーした。
7. コペルニクスの卵
8. 僕らの煩悩
  - 「心拍数」と同じイントロが入っている。
9. 昼休み
10. One more time, One more chance
  - 4thシングル。主演映画 『月とキャベツ』 主題歌、及びテレビ東京系 『タワーカウントダウン』 OP曲。
  - 13thシングル「心拍数」C/W曲。
  - 映画『秒速5センチメートル』主題歌のバージョンは22ndシングル「One more time, One more chance 『秒速5センチメートル』Special Edition」として再発された。
11. ヤサ男の夢
12. HOME

## 演奏[5]
- 山崎まさよし
  - Vocal
  - Chorus (#2.3.7.8.9.11.12)
  - Blues Harp (#2.3.9.12)
  - Gibson J-45 (1957) (#1.2.3.5.6.7.8)
  - Epiphone Casino (#2.11)
  - Fender Stratocaster (#3)
  - Gibson L-0 (1937) (#4.8.11)
  - Fender Stratocaster (1956), YAMAHA Acoustic Guitar (#7)
  - Gibson Southern Jumbo (#9)
  - VG Prototype (#10)
  - Kazoo (#11)
  - Martin D-18, Telecaster (#12)
- 江川ゲンタ
  - Drums (#1.2.5.7.9)
  - Percussion (#1.2.6.7.9)
- 沢田浩史
  - Electric Bass (#1.2.7.9)
  - Guild Acoustic Bass (#5)
- 稲葉政裕：Electric Guitar (#1)
- Dr.kyOn
  - Hammond Organ (#1.2.7.9)
  - Mini Moog (#6)
  - Fender Rhodes (#7)
  - Acoustic Piano (#9)
- 中村キタロー
  - Electric Bass, Programming (#3.8.11.12)
  - Acoustic Piano, Chorus (#12)
- 山木秀夫：Drums (#3.10.11)
- 柿崎洋一郎：KORG Prophecy (#8)
- 美久月千晴：Electric Bass (#10)
- 西川進：Electric Guitar (#10)
- 森俊之：Wurlitzer, Keyboards (#10)
- 加藤JOEグループ：Strings (#10.11)
- 小田原豊：Drums, Chorus (#12)
- 西海かおり：Chorus (#12)

## 関連作品
- BLUE PERIOD - ベストアルバム。「アドレナリン」「セロリ」「One more time, One more chance」収録。
- ONE KNIGHT STANDS - ライブアルバム。「Fat mama」「セロリ」「名前のない鳥」「昼休み」「One more time, One more chance」「ヤサ男の夢」収録。
- WITH STRINGS - ライブアルバム。「Fat mama」「名前のない鳥」「昼休み」「One more time, One more chance」「ヤサ男の夢」収録。
- Transit Time - ライブアルバム。「ベンジャミン」収録。
- The Road to YAMAZAKI 〜the BEST for beginners〜 - ベストアルバム。「セロリ」「ベンジャミン」「名前のない鳥」「One more time, One more chance」収録。